# Desoxinucleotídeo
Desoxinucleotídeo ou desoxirribonucleotídeo é um Nucleótido que inclui a Desoxirribose como componente.

## Alguns nucleotídeos
Alguns desoxinucleotídeos são a Desoxicitidina e a Desoxicitidina trifosfato. 